# Kōstantinos Giannoulīs
Kōstantinos Nikolaou Giannoulīs (in greco: Κωνσταντίνος Νικολάου Γιαννούλης; Katerini, 9 dicembre 1987) è un ex calciatore greco, di ruolo difensore.

## Carriera

### Club
Ha giocato nella prima divisione greca e, per un brevissimo periodo, in quella cipriota.

### Nazionale
Nel 2011 ha giocato una partita con la nazionale greca.

## Palmarès

### Club

#### Competizioni nazionali
- Campionato greco: 1

Olympiakos: 2014-2015
- Coppa di Grecia: 1

Olympiakos: 2014-2015